# Kostel Nejsvětější Trojice (Valeč)
Kostel Nejsvětější Trojice ve Valči je zámecký kostel římskokatolický. Barokní kostel z let 1722–1726 stojí na západním okraji obce Valeč na Karlovarsku. Objekt je chráněn společně se zámkem a farou jako kulturní památka.

## Historie

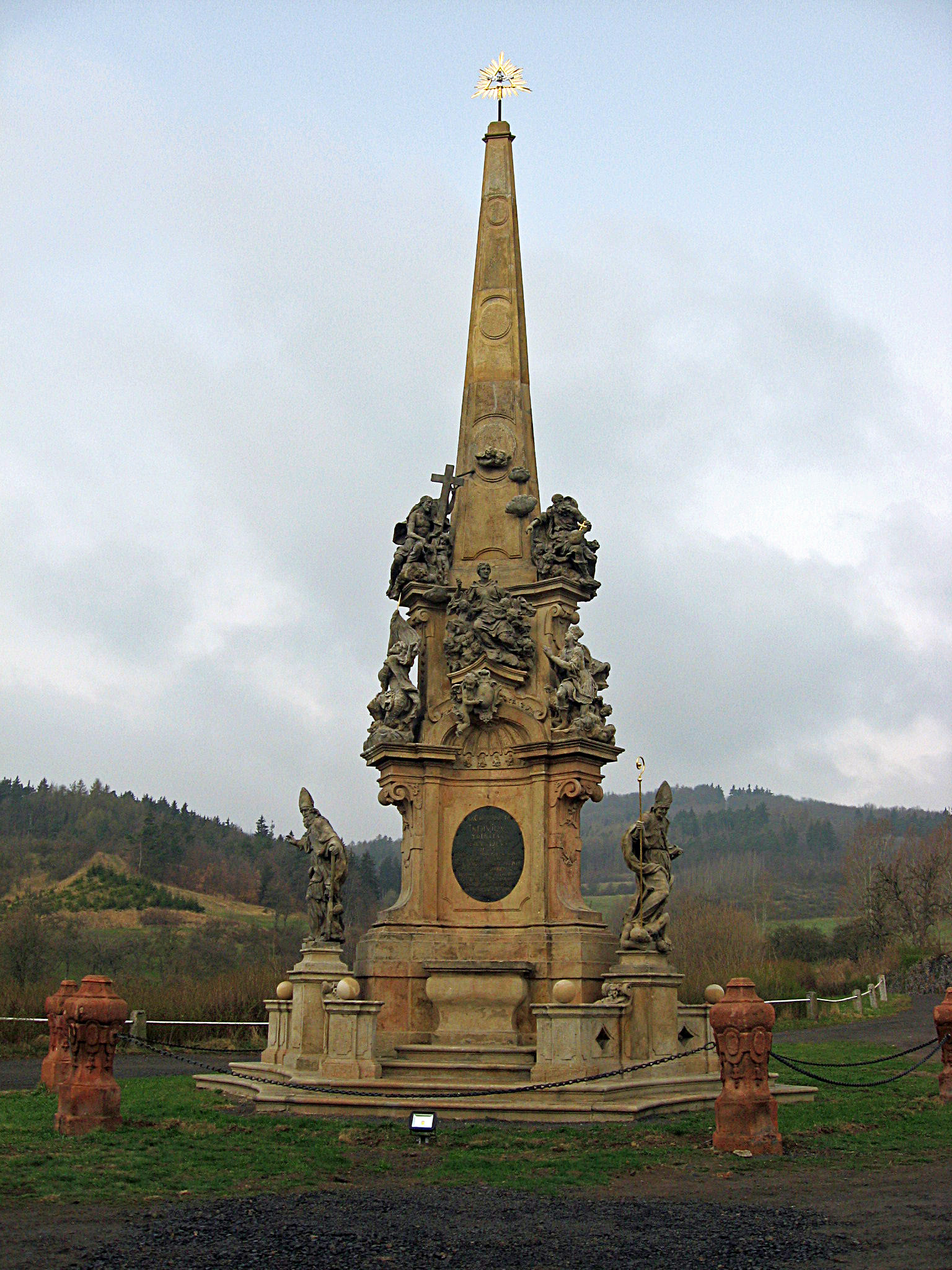
Sloup se sousoším Nejsvětější Trojice u kostela

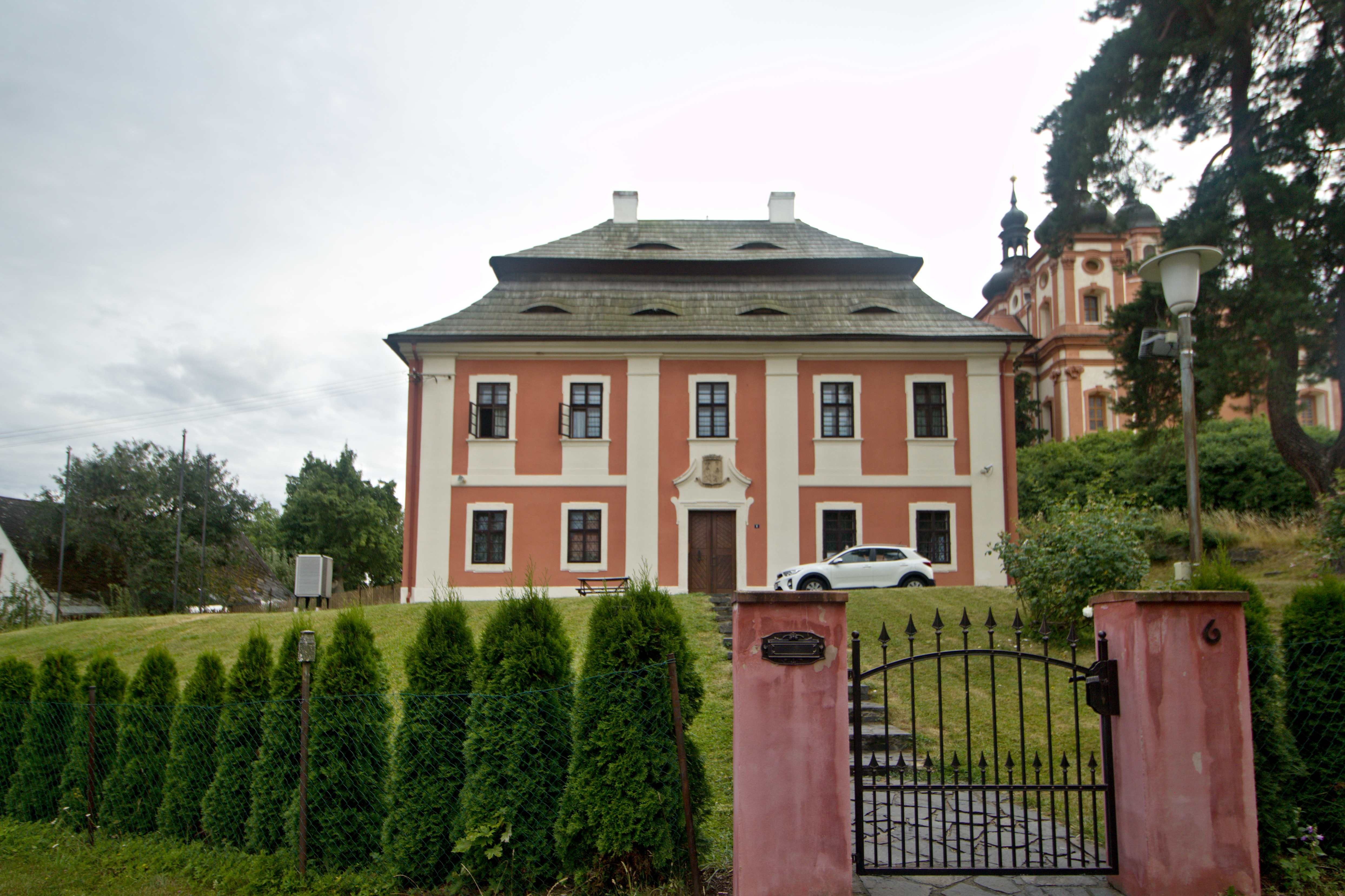
Valečská fara

Valečský kostel zasvěcený Nejsvětější Trojici s nedalekou farou byl vystavěn v letech 1722–1728 barokním slohu jako součást zámeckého komplexu. Autorem projektu byl italský architekt Giovanni Antonio Biana Rossa, který ve Valči působil v letech 1701–1732. Kostel stojí na zarovnaném pozemku poblíž zámeckého parku u silnici do sousedních Vrbic.
Zadavatelem stavby kostela byl hrabě Jan Kryštof Kager ze Štampachu, jenž získal povolení od pražského arcibiskupa Jana Josefa Breunera. Ve své poslední vůli sepsané v roce 1710 hrabě vyjádřil přání být pohřben v kryptě nového kostela Nejsvětější Trojice. V závěti také zavazuje své dědice k dokončení kostela, pokud by tak nemohl učinit sám. Jan Kryštof zemřel v roce 1718, ale ještě v tomto roce stačil vykonat některé přípravné terénní práce pro staveniště kostela.
V roce 1719 tak mohla jeho druhá manželka, vdova Kateřina Terezie, rozená Sommerová z Herstošic, položit základní kámen nového kostela. Samotná výstavba však byla zahájena až po její smrti 4. června 1721. Tu započal až nový dědic panství, synovec Jana Kryštofa, hrabě Jan Ferdinand Kager z Globenu. Dne 16. prosince 1728 byl dokončený kostel slavnostně vysvěcen vikářem Christophem Pergerem. Hrabě Jan Ferdinand Kager kostelu věnoval zlatou monstranci s brilianty, mešní kalichy, svícny a mešní roucha. Barokní varhany jsou z dílny pražského varhanáře Leopolda Spiegela.
V roce 1730 byl před kostelem instalován sloup se sousoším Nejsvětější Trojice od českého mistra Matyáše Bernarda Brauna podle návrhu Františka Maxmiliána Kaňky. Po roce 1731 se kostel stal poutním, zdejší poutě však byly zrušeny v době církevních reforem císaře Josefa II.
V roce 1840 tehdejší vlastník panství František Korb z Weidenheimu nechal přistavět ke stěně presbytáře klasicistní vstupní portikus do hrobky v chrámové kryptě. Na konci 19. století panství vlastnili Thurn-Valsassinové, kteří kostel renovovali.
Za první světové války byl kostelní zvon vyrobený roku 1856 v Praze Antonem Schönfeldem zrekvírován pro válečné účely.
Po vysídlení německého obyvatelstva po válce v roce 1945 přestal kostel sloužit svému účelu. V 50. letech byla provedena nevhodná oprava kupole. a v době socialismu postupně chátral. Objekt se stal cílem útoků vandalů a zlodějů.
V letech 2009–2011 byl zchátralý kostel celkově zrekonstruován, společně se sloupem za 17,1 milionu korun. Částka byla pokryta z grantu tzv. Norských fondů. Opravený kostel byl slavnostně otevřen dne 7. října 2011.